# Juan Aldama, La Trinitaria
Juan Aldama är en ort i Mexiko.   Den ligger i kommunen La Trinitaria och delstaten Chiapas, i den sydöstra delen av landet, 900 km sydost om huvudstaden Mexico City. Juan Aldama ligger 609 meter över havet och antalet invånare är 268.
Terrängen runt Juan Aldama är platt åt sydost, men åt nordväst är den kuperad. Runt Juan Aldama är det ganska glesbefolkat, med 43 invånare per kvadratkilometer. Närmaste större samhälle är Nuevo Llano Grande, 4,0 km sydost om Juan Aldama. Omgivningarna runt Juan Aldama är en mosaik av jordbruksmark och naturlig växtlighet.